# 霊幻道士 ザ・ムービー 空飛ぶドラキュラ・リターンズ
『霊幻道士 ザ・ムービー 空飛ぶドラキュラ・リターンズ』（れいげんどうし ザ・ムービー そらとぶドラキュラ・リターンズ、原題：驅魔道長、英題：Exorcist Master）は、1993年公開の台湾映画。VHSの旧題は『霊幻道士8 空飛ぶドラキュラ・リターンズ』で霊幻道士シリーズ8作目としてリリースされ、DVD化の際にタイトルが『霊幻道士 ザ・ムービー 空飛ぶドラキュラ・リターンズ』に変更された。

## ストーリー
酒泉村の教会で神父が悪魔に呪われ、神に救いを求めていると、キリスト像の目から血の涙が流れ出した。恐れをなした神父が外に飛び出すと、落下してきた屋根の十字架が背中に突き刺さり、絶命する。
20年後、ラム道士はチョウから酒蔵に取り憑く幽霊を追い払ってほしいと依頼されるが、もう手遅れだと断る。そこへ酒場のオーナーの娘・アンが留学を終えて帰国し、村長の息子・デビッドが迎える。
ラム道士の弟子のアシンとシャオエは、代わりにチョウの酒蔵の幽霊退治を引き受ける。降霊術でシャオエが降霊させたリー・ショウホンの霊は怨念で悪霊と化しており、チョウに復讐し、アシンを棺に閉じ込める。そこへラム道士が現れ、銭剣で棺を破壊すると、悪霊がアシンに乗り移って襲ってきた。ラム道士はお札で動きを封じ、令旗で止めを刺す。
ある日、村の教会を再開するため、バチカンからウー神父達がやってくる。ラム道士は教会が村の鬼門（三煞位）になっているため反対するが、村長達の多数決により教会は再開してしまう。ラム道士達は、教会の聖歌に楽器を吹き鳴らして対抗する。アシンとシャオエは教会の様子が気になり、こっそり礼拝に参加する。ラム道士も女装して教会を偵察し、二人を叱って連れ帰る。
そんな中、教会でウォン修道士が不気味な声を聞き地下室に降りると、そこには20年前に死亡した神父が横たわっていた。ウォン修道士が十字架を抜くと、神父がドラキュラ（吸血鬼）となって蘇り、ウォン修道士は噛み殺されてしまう。ウォン修道士はウー神父達による儀式の甲斐なく悪魔と化してしまうが、ラム道士達が遠隔法術でこれを封じる。ラム道士とアシンは黒装束に身を包み、教会からウォン修道士の死体を盗み出して火葬する。この時、ラム道士はウー神父から水をかけられカゼをひいてしまうが、ウー神父の西洋医学による治療を断り、強がってお札を燃やして入れた水を飲んでみせる。
アシンとシャオエはアンの依頼でキョンシー隊を探し、これをニセモノと見破る。実はラム道士の弟弟子のトゥーロン道士が、村長やデビッドと共謀し、ニセのキョンシー隊を使って麻薬の運び屋をしていたのだ。教会を再興させたのもラム道士の信用を失墜させ、悪事をやりやすくするためだった。
その夜、教会の裏に隠れていたニセのキョンシー達はドラキュラに噛まれ、本物の吸血鬼になってしまう。村長やデビッドは吸血鬼に襲われるが、トゥーロン道士に助けられる。しかしトゥーロン道士もすでに吸血鬼と化していた。同じ頃、ウー神父とアンも吸血鬼に襲われ、首を噛まれてしまう。ウー神父はラム道士のお札を燃やして飲んでも効果がなく、自分を殺してくれと息子にせがむが、教会に来たラム道士から首の噛み傷にお札を貼って治療してもらう。
そこにドラキュラが現れ、ついにラム道士やウー神父達と決戦になる。このドラキュラは西洋の吸血鬼と東洋のキョンシーの特性を切り替えることができ、吸血鬼の時は網、お札、犬の血、桃木剣も効果はなく、キョンシーの時は十字架も恐れなかった。ラム道士達は、シャオエの傘回し（奪命招魂傘）とアシンの番傘車輪剣（天師九環傘）、さらに卵爆弾でドラキュラを追い詰め、鏢で十字架に磔にする。しかしドラキュラは再び蘇り、十字架を背に飛行して突進し、ウー神父の息子を殺害する。そこにトゥーロン道士、アン、デビッドの吸血鬼も加わる。ウー神父が桃木剣に「天主降魔」の祈りを捧げ、ラム道士が十字架に「天師顯靈」の術を施し、トゥーロン道士とデビッドを倒す。そしてアンを盾にするドラキュラを同時攻撃すると、ドラキュラは爆死した。隣ではアンも息絶えていた。
全てが決着したかに見えたが、祈るアシンの首にはアンの噛み傷があった…。

## キャスト
| 役名                       | 俳優                             | 日本語吹替 |
| -------------------------- | -------------------------------- | ---------- |
| ラム道士（九叔）           | ラム・チェンイン（林正英）       | 青野武     |
| ウー神父（吳修士）         | ウー・マ（午馬）                 | 麦人       |
| アシン（阿星）             | コリン・チョウ（倪星）           | 難波圭一   |
| シャオエ（小月）           | チャン・カイクワン（陳佳君）     | 松岡ミユキ |
| アン（Anny）               | 岳虹                             | 水谷優子   |
| デビッド（David）          | 楊子儒                           | 家中宏     |
| 村長（葉鎮長）             | イップ・ウィン・チョー（葉榮祖） | 藤本譲     |
| トゥーロン道士（屠龍道長） | ハク・ロン（黑龍）               | 笹岡繁蔵   |
| ウー神父の息子（My Son）   | 黃凱森                           |            |
| リー・ショウホン（李小紅） | 周金儀                           |            |
| アンの父親（Anny父親）     | ユエン・サム（原森）             |            |

## スタッフ
- 監督：ウー・マ（午馬）
- 製作総指揮：リー・ユウテン（李耀庭）
- 脚本：趙鷺江、鄭文華
- 製作：リー・チャンケイ（李振杞）
- 企画：イップ・ウィン・チョー（葉榮祖）
- 武術指導：シウ・タクフー（蕭德虎）、サモ・ハン・グループ（洪家班）